# Polygala tatarinowii
Polygala tatarinowii là một loài thực vật có hoa trong họ Polygalaceae. Loài này được Regel miêu tả khoa học đầu tiên năm 1861.